# Учительская семинария (Новочеркасск)
Учительская семинария — бывшее учебное заведение в Новочеркасске, находится в центре города на пересечении Платовского проспекта 63 и Пушкинской улицы 47 (бывшей Почтовой). Ныне в здании функционирует Суворовское училище МВД России. Здание является объектом культурного наследия регионального значения.

## История
Здание было возведено во второй половине XIX века, там находился доходный дом, собственность инженера-механика Д. И. Жученкова. В 1878 году в нём начала работать учительская семинария, основанная в октябре годом ранее. Однако, по другим данным, здание возвели только в 1885 году. При училище открыли также двухклассную образцовую школу. В 1904—1906 годах (согласно мемориальной табличке 1967 года — в 1907—1908) в семинарии вёл занятия по русскому и славянскому языку литератор и драматург К. А. Тренёв, редактор новочеркасских газет «Донская жизнь» и «Донская речь».
Учительская семинария располагалась не во всей постройке, часть здания была отведена аптеке и другим арендаторам. В 1912—1914 годах была проведена реконструкция здания, автор проекта — архитектор С. И. Болдырев, в результате этого внешний вид здания частично изменился. Если верить результатам исследования фасадов, изменения затронули в основном помещения первого этажа.
Данное здание является типичным для Новочеркасска конца XIX — начала XX века примером жилой и социальной архитектуры, закрепляющим угол квартала. Большую культурную ценность представляют декоративные украшения главных фасадов здания, сделанное в так называемом «кирпичном стиле», который часто встречался в Ростовской области и Новочеркасске в частности. Его характерной чертой являются кирпичные стены, детали декора, вертикальные и горизонтальные членения, при этом дверные и оконные наличники, а также карнизы имели штукатурные тянутые профили.
Здание в плане — прямоугольное, более длинной стороной на линии запад-восток. На южном фасаде находится крупный ордер четырёхколонного портика в уровне второго этажа и мезонина. Портик находится на перекрытой коробовым сводом галерее первого этажа, в центре неё находится основной вход в здание. На северном фасаде расположен пилястровый портик, габариты и структура сходны с колонным южным. На боковых фасадах есть кованые металлические кронштейны, которые удерживали построенные в этих местах балконы, они в настоящее время не сохранились.
С 1923 года в здании располагались милицейские учебные заведения: 3-я донская школа среднего командного состава, реорганизованная в 1946 году в Новочеркасскую школу милиции НКВД. В 1991 году образовано Новочеркасское среднее училище МВД России (по примеру суворовского), а затем переименовано в Суворовское военное училище МВД.